# تمثيل الثروة (لوحة)
تمثيل الثروة (بالايطالية: Allegoria della Fortuna) هي لوحة زيتية بريشة الرسام الباروكي الإيطالي سلفاتور روزا، تصور الوحة الهة الحظ والثروة فورتونا، تسببت ألوحة في ضجة عندما عُرضت لأول مرة علنًا وكاد أن يُسجن الرسام بسببها. اشتهرت روزا بلوحاتها للمناظر الطبيعية، ولكنه رسم أيضًا في مجال الأساطير والسحر والصور الشخصية والهجاء. أللوحة موجود منذ عام 1978 في متحف جيه بول جيتي في ماليبو، كاليفورنيا. 

## خلفية
تم رسم اللوحة في نفس الوقت الذي كتب فيه روزا كتاب بابيلونيا، وهو إدانة ساخرة للمحكمة البابوية. وفقًا للناقد الفني برايان سيويل، «لا يمكن إساءة تفسير الهدف الحقيقي من اللوحة الساخرة.»  حذر أصدقاء روزا بعد مشاهدتهم ألوحة على انفراد، بكون لا ينبغي عليه عرضها علانية لأنها كانت تمثل هجومًا ساخرًا على البابا ألكسندر السابع ورعاياه.  ولكنه رفض ذلك وعُرضت اللوحة عام 1659 في البانثيون، روما، مما أدى تقريبًا إلى سجن روزا وحرمانه كنسياً. فقط تدخل شقيق البابا، الدون ماركو شيغي وأنقذه. في النهاية، اقتنع روزا بضرورة تقديم شرح للصورة. ووفقًا للكاتب الفني جيمس إلميس «بين روزا أن خنازيره لم تكن من رجال الكنيسة، وبغاله يتظاهر بأطفاله، وحميره هم نبلاء الرومان، وطيوره ووحوشه، هم الطغاة الحاكمين في إيطاليا.» 

## وصف

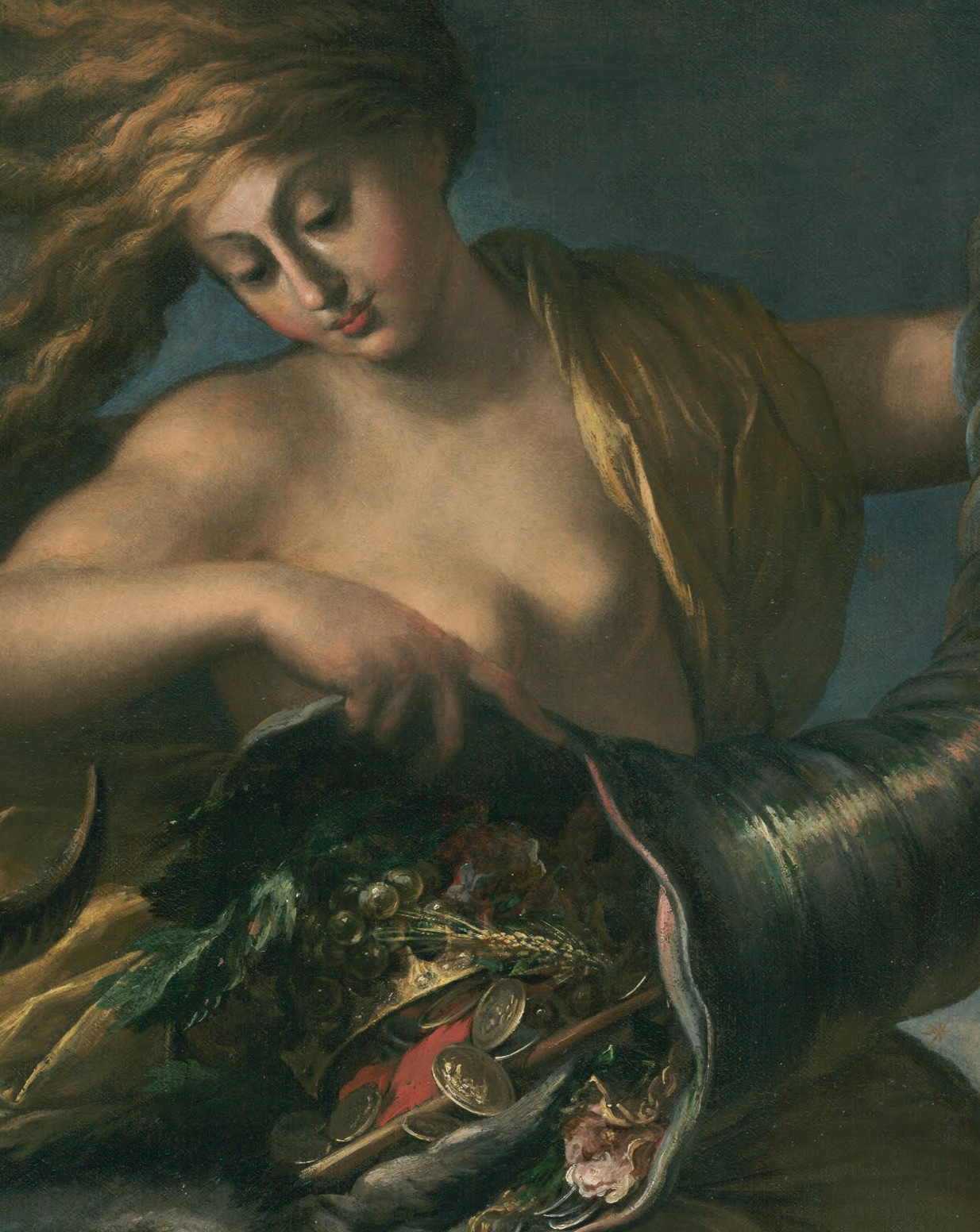
ألهة الحظ والثروة فورتونا

تصور أللوحة إلهة الحظ والثروة فورتونا، وهي تصب هداياها على مجموعة من الحيوانات الحمقاء التي لا تحتاجها ولا تستحقها. تقليدياً في الفن، تغطى أعين الهة الحظ والثروة فورتونا لتصبح معصوبت العينين ويظهر الإناء الذي يحتوي على فضلها المسمى قرن الوفرة في وضع رأسي؛ ولكن في أللوحة قلب روزا هذا التقليد في عرضه وطوله وصور فورتونا بكونها على دراية كاملة بالمكان وألى من تمنح هداياها من قرن الوفرة الذي صوره روزا هنا بوضع مقلوب إلى الأسفل أعرباً منه على الإسراف المتهور. تتدفق الأحجار الكريمة، التاج، الصولجان، العملات الذهبية، اللآلئ، الورود، مع العنب والحبوب والتوت من قرن الوفرة إلى الحيوانات الموجودة بالأسفل. الحيوانات التي صورت بواقعية صارخة، بحيث تدوس على سمات الفن والتعلم، بما في ذلك الكتب واللوحات. يقوم الحمار الذي يمثل البابا، الذي يرتدي معطف الكاردينال الأحمر والذهبي بحجب البومة، التي تمثل رمز الحكمة، من النور بواسطة ردائه، تضمن روزا مراجع شخصية في لوحته مثل كتاب يحمل حرف واحد فقط وخنزير يدوس على وردة تشير إلى اسمه. تعبر اللوحة عن شعور الفنان بالمرارة من حقيقة أنه أستبعد من الرعاية البابوية.

## الرسام

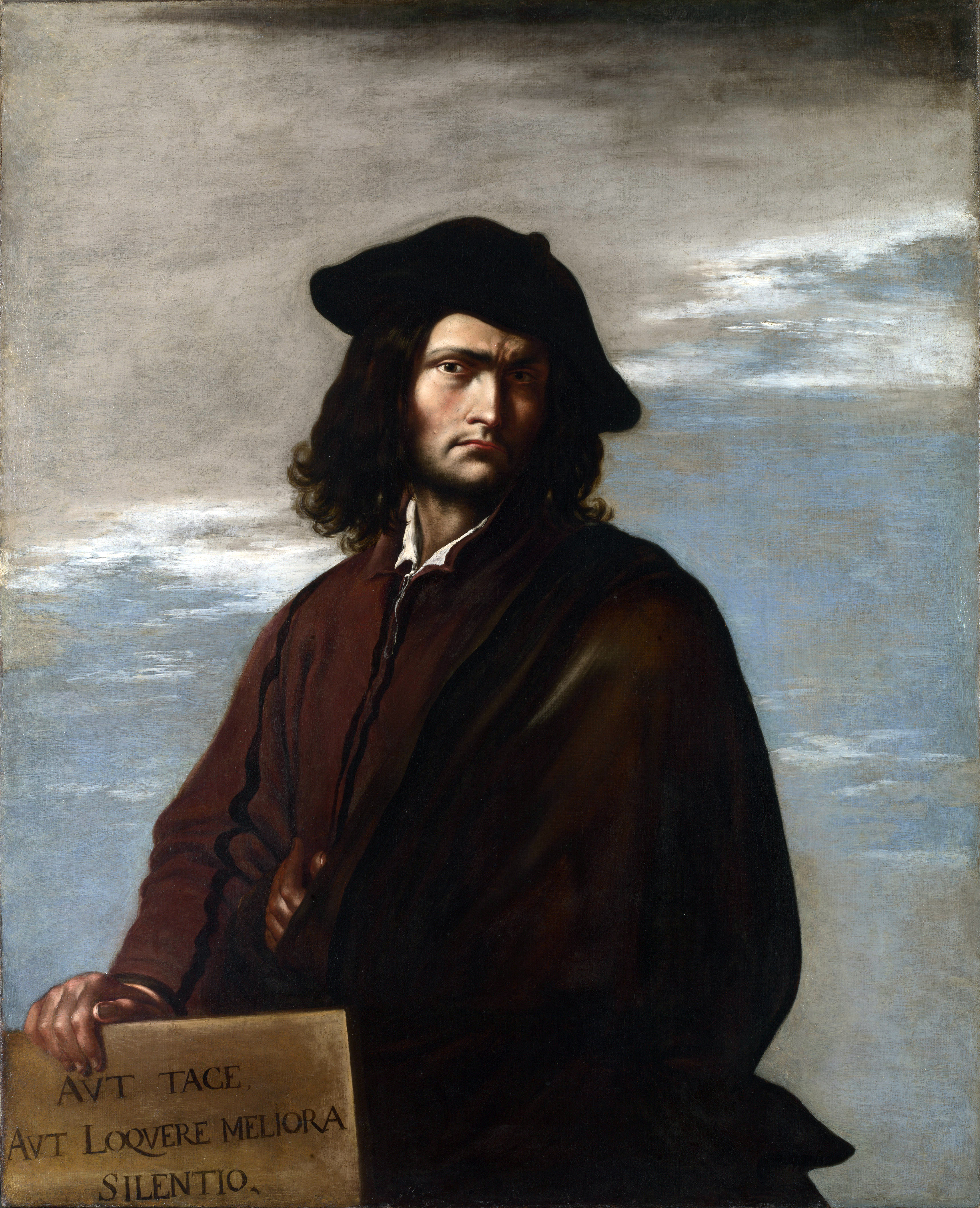
سلفاتور روزا

سلفاتور روزا (1615-1673) كان رسامًا وشاعرًا وصانع طباعة إيطاليًا على الطراز الباروكي، وكان نشطًا في نابولي وروما وفلورنسا. كرسام، تم وصفه بأنه «غير تقليدي وباهظ» بالإضافة إلى كونه «متمردًا دائمًا» ورومانسيًا أوليًا.